# Органистр

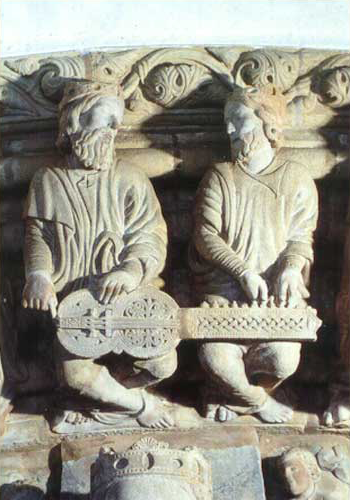
Органистр на барельефе собора св. Иакова в Сантьяго-де-Компостела (1188 год). Один музыкант крутит ручку, обеспечивая монотонное звучание бурдонных струн. Другой нажимает на клавиши (кнопки), связанные механизмом с мелодической струной органистра

Органи́стр, органи́струм (лат. organistrum) — средневековый струнный инструмент, сочетающий свойства фрикционного (смычкового) и клавишного, древнейший западноевропейский родственник колёсной лиры.

## Краткая характеристика
Термин organistrum впервые отмечается в трактате XIII века «Сумма музыки» Псевдо-Муриса и в компиляции Амера «Практика музыкального искусства» (1271). Девять анонимных текстов XIII—XV вв. (крошечного размера, величиной в несколько строк) описывают настройку мелодической струны (аналог обычного для Средних веков деления монохорда) органистра. В наиболее известном из них (с инципитом «In primis a capite») пошагово (путём последовательного откладывания чистых кварт и квинт) описано деление мелодический струны, дающее в конечном итоге октавный миксодиатонический (с двумя B — «круглым» и «квадратным») звукоряд C D E F G A B H c. Этот источник, изданный ещё в XVIII веке Мартином Гербертом под названием «Quomodo organistrum construatur» (Герберт безосновательно считал его принадлежащим Одо Клюнийскому), был критически переиздан Михаэлем Бернхардом. Остальные восемь трактатиков изданы в 1996 году Кристианом Мейером.
Органистром называют любую западноевропейскую разновидность колёсной лиры (независимо от конкретного названия, зафиксированного в письменных памятниках), в то время как для разновидностей из Восточной Европы и Северной Европы используется (такой же обобщённый) термин «колёсная лира».